# Emirato di Transgiordania
L'Emirato di Transgiordania (in arabo إمارة شرق الأردن‎?) fu un mandato britannico costituito nell'attuale Giordania tra il 1921 e il 1946. I sovrani della Transgiordania furono gli Hashemiti.

## Storia
Tali territori, già sottoposti al dominio ottomano, furono assegnati al termine della prima guerra mondiale dalla Società delle Nazioni all'Impero britannico sotto forma di mandato internazionale insieme a quello della Palestina ed a quello della Mesopotamia. Divenne ufficialmente protettorato britannico nel mese di aprile 1921. Winston Churchill, all'epoca ministro alle colonie britannico, lo affidò all'emiro ʿAbd Allāh, il figlio di al-Husayn ibn ʿAlī, che aveva proclamato contro gli ottomani la "rivolta araba" già nel corso della prima guerra mondiale.
La Transgiordania rimase sotto l'amministrazione britannica fino al primo trattato transgiordano, concluso nel 1928. La regione divenne nominalmente indipendente, anche se i britannici avrebbero ancora mantenuto una presenza militare e il controllo degli affari esteri ed un certo controllo finanziario sul regno. Questo spinse l'emiro a cercare una conferenza nazionale (25 luglio 1928), la prima nel suo genere, per esaminare gli articoli del trattato e adottare un piano di azione politica. Il nuovo re avrebbe però dovuto rendere conto delle proprie decisioni ad un commissario britannico.
L'emirato di Transgiordania raggiunse la piena indipendenza il 17 giugno 1946, in conformità con il trattato di Londra. Nel 1949, dopo l'occupazione l'anno prima della Cisgiordania, il nome ufficiale del paese divenne Regno di Giordania (Regno Hascemita di Giordania) allorché la Legione araba di Glubb Pascià riuscì a porre sotto il proprio controllo le regioni palestinesi cisgiordaniche (in inglese West Bank) e la parte orientale di Gerusalemme al termine della guerra del 1948, scoppiata a seguito della dichiarazione di nascita dello Stato di Israele da parte delle autorità sioniste ebraiche in Palestina. Lo Stato giordano, dopo la sconfitta nella guerra dei sei giorni e la conseguente annessione de facto israeliana di Cisgiordania, striscia di Gaza (fino al 2005) e Gerusalemme Est, si estende pressappoco sul solo territorio transgiordano.